# Sophie Pollono
Sophie Pollono (* 4. Dezember 2004) ist eine US-amerikanische Schauspielerin. Bekanntheit erlangte sie durch ihre Rolle als Layne Reed in der Disney-Channel-Serie Layne am Limit und ihre Rolle als Delia Abbott in Schatten der Leidenschaft.

## Leben
Pollono erhielt ihre erste Rolle als Schauspielerin in der Seifenoper Schatten der Leidenschaft, in welcher sie zwischen 2011 und 2020 in über fünfzig Episoden zu sehen war. 2018 bekam sie die Hauptrolle der Layne Reed in der Disney-Channel-Serie Fast Layne, welche jedoch nach einer Staffel abgesetzt wurde.

## Filmografie
- 2011–2020: Schatten der Leidenschaft (The Young and the Restless, Fernsehserie, 53 Episoden)
- 2015: Reluctant Nanny
- 2016: Transparent (Fernsehserie, Episode 3x08 If I Were a Bell)
- 2018: Disney Channel Stars: Legendary
- 2019: Fast Layne (Fernsehserie, 8 Episoden)
- 2021: Small Engine Repair
- 2022: I Love That for You  (Fernsehserie, Episode 1x01 GottaHaveIt)